# لیلی اگ
لیلی اگ (انگلیسی: Lily Agg؛ زادهٔ ۱۷ دسامبر ۱۹۹۳) بازیکن فوتبال اهل بریتانیا است.
وی همچنین در تیم ملی فوتبال زنان جمهوری ایرلند بازی کرده‌است.